# Filipino Freethinkers
 (janvier 2018).
Filipino Freethinkers (également connue sous l'abréviation FF) est la plus grande association de défense de la libre-pensée des Philippines. Elle vise à promouvoir la raison, la science et la laïcité comme un moyen d'améliorer la qualité de vie dans les Philippines.
L'association est active sur le thème de la lutte pour l'égalité des droits pour les femmes et les communautés LGBT, et a été une participante régulière aux marches des Fiertés depuis 2010.